# Agylla flavipennis
Agylla flavipennis là một loài bướm đêm thuộc phân họ Arctiinae, họ Erebidae.